# Giovanni Roccardi
Giovanni Roccardi (Serrone, 6 luglio 1912 – ...) è stato un regista italiano.

## Biografia
Si dedicò alla carriera militare e divenne ufficiale di marina. A seguito della sua attività si interessò al mondo del mare, dapprima come fotografo e poi come cineasta. Realizzò diversi cortometraggi di tema marinaro e passò poi alla realizzazione di lungometraggi prediligendo il genere drammatico.

## Filmografia

### Cinema
- Africa sotto i mari (1953)
- L'oceano ci chiama (1957)
- Noi dell'oceano (1957)
- Tempesta su Ceylon (1963)
- La violenza dei dannati (1965)

### Televisione
- La riva di Charleston – miniserie TV (1978)